# Lũ lụt Pakistan 2010
Lũ lụt Pakistan 2010 bắt đầu từ tháng 7 năm 2010 sau những trận mưa lớn làm ảnh hưởng đất các khu vực như Khyber Pakhtunkhwa, Sindh, Punjab và một phần của Baluchistan. Có ít nhất 2000 người thiệt mạng  và hơn 722.000 căn nhà bị hư hỏng nặng nề hoặc phá hủy hoàn toàn. Liên Hợp Quốc ước tính có hơn 20 triệu người bị ảnh hưởng trên diện tích hơn 160.000 km2  (chiếm gần 1/5 diện tích của Pakistan), mức độ ảnh hưởng còn lớn hơn các ảnh hưởng của tổng cộng các thiên tai khác gồm Sóng thần Ấn Độ Dương 2004, động đất Kashmir 2005 và động đất Haiti 2010. Tuy nhiên, số người chết trong ba thiên tai trên cao hơn rất nhiều so với số người chết trong các trận lũ này 
Tổng thư ký Liên Hợp Quốc Ban Ki-Moon nói rằng đây là thảm họa tệ hại nhất đã từng diễn ra, và đã kêu gọi viện trợ khẩn cấp với số tiền ban đầu lên đến 460 triệu USD. Ngày 17 tháng 8, UN bài tỏ quan ngại rằng viện trợ đến quá chậm trong khi WHO thong báo rằng có hơn 10 triệu người bị ảnh hưởng bởi lũ lụt buộc phải uống nước không an toàn. Các ảnh hưởng khác như hư hỏng hạ tầng và phá hoại mùa màng đã ảnh hưởng nghiêm trọng đến kinh tế Pakistan. Thiệt hại kết cấu ước tính hơn 4 tỉ USD, và thiệt hại lúa mì ước tính hơn 500 triệu USD.